# 鄧文光
鄧文光（1929年6月21日—2011年7月15日），越南共和國（南越）軍事人物，越南共和國陸軍中將。綽號“肥光”（Quang Mập）。
1964年至1965年任第21步兵師指揮官，掛階准將。1965年晉升中將，調任第4軍指揮官任職至1966年。1968年，任安全及國家情報機構特別輔佐，兼國家安全委員會總書記。1973年，任國家安全顧問。
鄧文光普遍不受越南人歡迎，並且有腐敗的名聲。不過後來馬修·F·麥克修伊在1989年9月澄清了他的名譽。
2011年7月15日鄧文光去世。